# Будагова, Зарифа Исмаил кызы
Зарифа́ Исмаи́л кызы́ Буда́гова (азерб. Zərifə İsmayıl qızı Budaqova; 28 апреля 1929, Эривань, Армянская ССР, СССР — 10 ноября 1989, Баку, Азербайджанская ССР, СССР) — советский учёный, филолог, лингвист, тюрколог, доктор филологических наук (1963), профессор (1968), член-корреспондент Академии наук Азербайджанской ССР (1980). Заслуженный деятель науки Азербайджанской ССР.

## Биография
Зарифа Будагова родилась 28 апреля 1929 года в городе Эривани Армянской ССР, в азербайджанской семье.
В 1946 году окончила Ереванский педагогический техникум и поступила на факультет азербайджанского языка и литературы Ереванского педагогического института. В 1948 году переехала в город Баку Азербайджанской ССР и продолжила образование на факультете азербайджанского языка и литературы Азербайджанского педагогического института, который окончила в 1949 году с отличием.
В этом же году поступила в аспирантуру тюркоязычного сектора Института языкознания Академии наук СССР в Москве. Кандидатскую диссертацию по филологии защитила в 1953 году.
В 1953—1955 годах работала старшим научным сотрудником в Институте языка и литературы Академии наук СССР в Москве. В 1963 году защитила докторскую диссертацию на тему «Простое предложение в современном литературном азербайджанском языке», став первой женщиной в истории азербайджанской науки, получившей научную степень доктора филологических наук. В 1968 году Зарифе Будаговой присвоено учёное звание профессора по специальности «Тюркские языки».
В 1980 году З. Будагова была избрана членом-корреспондентом Академии наук Азербайджанской ССР.
С 1984 по 1988 годы З. Будагова занимала должность заместителя директора Института языкознания Академии наук Азербайджанской ССР. В 1988—1989 годах работала директором этого института.
Зарифа Будагова скончалась 10 ноября 1989 года в городе Баку Азербайджанской ССР.

## Научная деятельность
Зарифа Будагова входит в число всемирно известных лингвистов-теоретиков. Возглавляемая ею филологическая школа была создана на уровне современной науки о языке. Является крупнейшим специалистом в области как азербайджанского и общего языкознания, так и тюркологической лингвистики, автором ряда фундаментальных монографических исследований, учебников, учебных пособий, более ста пятидесяти научных трудов. Занималась также подготовкой молодых научных кадров, под её руководством выполнены и защищены многие десятки кандидатских диссертаций.
Зарифа Будагова — автор трёхтомного фундаментального труда «Грамматика азербайджанского языка». Под её редакторством вышли коллективные монографии «Словосочетания в современном азербайджанском языке», «Самоучитель азербайджанского языка», «Стилистика азербайджанского литературного языка», «Современный азербайджанский литературный язык», «Семасиология азербайджанского языка».